# توني إيرلي
توني إيرلي (بالإنجليزية: Tony Earley)‏ (1961)؛ روائي أمريكي.